# Simon Ritzler
Simon Ritzler (* 1981 in Günzburg) ist ein deutscher Filmemacher.

## Leben und Wirken
Simon Ritzler studierte Kommunikationsdesign an der Fachhochschule für Gestaltung in Wiesbaden und Regie an der Filmakademie Baden-Württemberg in Ludwigsburg. Sein Dokumentarfilm Angelus Mortis aus dem Jahr 2007 erhielt das Prädikat besonders wertvoll der Deutschen Film- und Medienbewertung (FBW) und war Dokumentarfilm des Monats April 2008. Die Kurzfilme Sketchbook aus dem Jahr 2008 und Sketches von 2012 wurden jeweils mit dem Prädikat wertvoll ausgezeichnet.

## Filmografie (Auswahl)
- 2007: Angelus Mortis (Regie und Drehbuch)

## Auszeichnungen
- 2007: Nominierung Angelus Mortis für in der Kategorie Generation DOK – Internationaler Nachwuchswettbewerb Dokumentarfilm auf dem 50. Internationalen Leipziger Festival für Dokumentarfilme
- 2008: Prädikat Dokumentarfilm des Monats der Deutschen Film- und Medienbewertung (FBW) im April 2008 für Angelus Mortis[1]